# دونكان سركيس
دونكان سركيس (بالإنجليزية: Duncan Sarkies)‏ (21 يوليو 1970)؛ كاتب سيناريو، ممثل وروائي نيوزيلندي.

## روابط خارجية
- دونكان سركيس على موقع IMDb (الإنجليزية)
- دونكان سركيس على موقع قاعدة بيانات الفيلم (الإنجليزية)